# Isla Vega
La isla Vega es una pequeña isla de la península Antártica en la Antártida, situada al noreste de la isla James Ross, de la cual la separa el estrecho Azopardo (o canal Sidney Herbert), al oeste del golfo Erebus y Terror. El canal Príncipe Gustavo la separa de la costa este de la península Trinidad (o Luis Felipe). Se localizada a 63°50′S 57°25′O / -63.833, -57.417, siendo la más septentrional del grupo de la isla James Ross. 
La isla mide 17 millas de largo de este-oeste y 6 millas de ancho. Sus costas tienen acantilados de piedra descubierta de hasta 500 m de altura, alcanzando la mayor elevación de la isla los 665 m. En la costa norte se destaca el cabo Feliz Encuentro y la isla del Diablo.
Recibió su nombre del Dr. Otto Nordenskjöld, quien comandaba la Expedición Antártica Sueca entre 1901 y 1904, probablemente en recuerdo del barco Vega que utilizó su tío, Barón A. E. Nordenskjöld al cruzar por primera vez el Paso Nordeste entre 1878 y 1879.

## Yacimiento fósil
La isla Vega tiene un yacimiento rico en fósiles, localizados en depósitos que abarcan los períodos Cretácico y Paleógeno. Destaca el anseriforme Vegavis iaai, que fue descubierto en unas condiciones de preservación mejores comparadas con las de otras aves cretácicas.

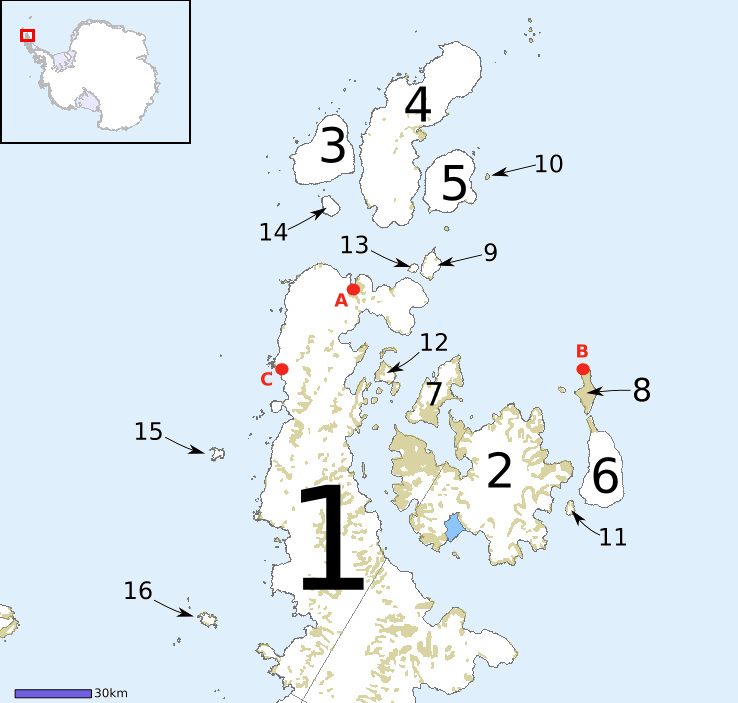
Islas cercanas al extremo norte de la península Antártica. La isla Vega es la N.° 7.

## Reclamaciones territoriales
Argentina incluye a la isla en el departamento Antártida Argentina dentro de la provincia de Tierra del Fuego, Antártida e Islas del Atlántico Sur; para Chile forma parte de la comuna Antártica de la provincia Antártica Chilena dentro de la Región de Magallanes y de la Antártica Chilena; y para el Reino Unido integra el Territorio Antártico Británico. Las tres reclamaciones están sujetas a las disposiciones del Tratado Antártico.
Nomenclatura de los países reclamantes: 
- Argentina: isla Vega
- Chile: isla Vega
- Reino Unido: Vega Island